# 아파르어 위키백과
아파르어 위키백과는 아파르어로 운영되는 위키백과 언어판이다. 2005년 7월 7일에 시작되었다.기호는 aa이다.